# Karavan-saraj Sangi-Aliabad
Karavan-saraj Sangi-Aliabad (perz. کاروانسرای سنگی علی‌آباد, dosl. kameni karavan-saraj kod Aliabada) nalazi se u Komskoj pokrajini u Iranu, oko 2 km jugoistočno od sela Aliabada odnosno suvremene autoceste između Teherana i Koma. Karavan-saraj je zemljopisno zaštićen planinama Aliabad, Šur-Češme i Gudag, a bio je jednom od stanica na povijesnom putu koji je spajao Raj s Komom, Kašanom i Isfahanom na jugu. Stotinjak metara od građevine nalazi se maleno selo Kale-je Sangi sa samo 15 stanovnika. U svibnju 2001. godine karavan-saraj Sangi-Aliabad uvršten je na popis iranske kulturne baštine.
Karavan-saraj je izgrađen od kamenih blokova i datira se u seldžučko razdoblje (11. − 12. st.), no ostaci opeka na svodovima odnosno pri vrhovima kula svjedoče o mogućoj rekonstrukciji tijekom vladavine safavidske dinastije (16. − 18. st.). Građevina je kvadratičnog tlocrnog oblika i približne dimenzije su joj 60 x 60 m, a opasana je s četiri kružne kule na uglovima odnosno tri polukružne kule na sredini sjevernog, istočnog i zapadnog bedema. Na jugu se nalazi monumentalni ulazni portal, dok ajvan nije očuvan. Glavna os koja prolazi kroz ulaz blago je nakošena prema istoku odnosno klancu s pogledom na farmu Darbandak i presušeno slano jezero Hovz-e Soltan. Kroz klanac i uz zapadni bedem protječe sezonski potok koji je igrao važnu ulogu u vodoopskrbi karavan-saraja i okolice. Oko 500-1000 m istočno od građevine nalazi se niz arheoloških nalazišta koji uključuju brdsku tvrđavu, groblje, kanate, te toranj Sangi-Aliabad.

## Galerija
- Kula
- Zidna kula
- Ulazni portal
- Dvorište
- Detalj zida

## Poveznice
- Karavan-saraj
- Toranj Sangi-Aliabad

## Vanjske poveznice
- (perz.) Gardesh: كاروانسراها - قم  Arhivirana inačica izvorne stranice od 4. ožujka 2016. (Wayback Machine)
- (perz.) Tebyan: كاروانسراي سنگي علي‌آباد قم  Arhivirana inačica izvorne stranice od 1. prosinca 2015. (Wayback Machine)

Ostali projekti
|  | Zajednički poslužitelj ima još gradiva o temi Karavan-saraj Sangi-Aliabad |